# 복수의 마검
"복수의 마검"은 1970년 공개된 대한민국의 영화이다.

## 배역
- 김희라
- 유미
- 김향아
- 최삼
- 박경주
- 박상익
- 고설봉
- 유하나
- 전숙
- 추봉
- 김지영
- 김칠성
- 김기범
- 임운학
- 지방열
- 임해림
- 주일몽
- 노강
- 윤일주
- 박순봉
- 이성일
- 박병기
- 김월성
- 김승남
- 김왕국
- 나일
- 주상호